# Jean Belliard (homme politique)
Pour les articles homonymes, voir Jean Belliard (chanteur) et Belliard.
Jean Belliard, né le 20 novembre 1800 à Lectoure (Gers) et mort le 19 mars 1891 à Terraube (Gers), est un homme politique, juriste et haut fonctionnaire français.

## Biographie
À la suite de la révolution de 1848, il est nommé sous-commissaire de la République de Lombez puis, le 3 juin 1848, préfet du Gers, jusqu'au 31 octobre. L'année suivante, il est élu député à l'Assemblée nationale législative, sur la liste conservatrice. Il y soutient alors la politique de Louis-Napoléon Bonaparte.
Il est réélu député dans la même circonscription en 1852, puis en 1857 et en 1863. Cependant, en 1869, Raymond Aylies lui est préféré comme candidat officiel. Il est également conseiller général du canton de Lectoure de 1851 à 1870. En 1855, il est promu chevalier de la Légion d'honneur.
Il est le neveu du maréchal Lannes, 1er duc de Montebello, le frère de sa mère.